# Craig Larman
Craig Larman (...) è un informatico canadese, si occupa principalmente di sviluppo incrementale del software, metodologia agile, analisi orientata agli oggetti, progettazione orientata agli oggetti e test-driven development (TDD).

## Elenco parziale delle opere
- 1997 - Applying UML and Patterns - ISBN 0-13-748880-7
- 1999 - Java 2 Performance and Idiom Guide - ISBN 0-13-014260-3 (con Rhett Guthrie)
- 2001 - Applying UML and Patterns: An Introduction to Object-Oriented Analysis and Design and the Unified Process - ISBN 0-13-092569-1
- 2003 - Agile and Iterative Development: A Manager's Guide - ISBN 0-13-111155-8
- 2004 - Applying UML and Patterns: An Introduction to Object-Oriented Analysis and Design and Iterative Development - ISBN 0-13-148906-2
- 2008 - Scaling Lean & Agile Development: Thinking and Organizational Tools for Large-Scale Scrum - ISBN 0-321-48096-1 (con Bas Vodde)
- 2010 - Practices for Scaling Lean & Agile Development: Large, Multisite, and Offshore Product Development with Large-Scale Scrum - ISBN 0-321-63640-6 (con Bas Vodde)